# Tucuxi
Tucuxi (Sotalia fluviatilis) är en art i familjen delfiner som lever vid kustlinjen och i floder av Sydamerika. Trots att den delvis förekommer i sötvatten räknas arten som äkta delfin och inte som floddelfin.

## Utseende

Storleksjämförelse mellan tucuxi och människa.

Dessa individer som lever i sötvatten har en längd på cirka 150 centimeter och havslevande individer blir ungefär 220 centimeter långa. 
Förbisedd storleken är den ganska lik öresvinet. Den har på ovansidan en mörk gråbrun till blågrå eller svart färg och buken är vitaktig-rosa till ljusgrå. Hos några populationer ingår en ring kring ögat i ovansidans mörka område. Andra populationer har ibland gula eller orange nyanser på bålens sidor. Hos dessa populationer finns ofta en gul fläck på varje sida av ryggfenan. Allmänt förekommer en stor variation mellan olika populationer. Tucuxi har 26 till 35 tänder i varje käkhalva.

## Utbredning
De två nämnda populationerna står i var sin underart:
- S. f. guianensis, vid Atlantens kustlinje mellan Nicaragua och Brasilien.
- S. f. fluviatilis, i Amazonfloden och dess bifloder.

Den förstnämnda underarten vistas i grunda vikar och i angränsande floders undre lopp, till exempel i Orinoco. S. f. fluviatilis är däremot helt specialiserade på sötvatten och förekommer fram till Andernas fot. Den har alltså samma utbredningsområde som amazondelfinen. Medan amazondelfinen föredrar de slamfyllda förgreningar vistas S. f. fluviatilis i breda och klara delar av floden. Tucuxin är här snabbare, aktivare och utför fler hopp men den är inte lika nyfiken.
En revision från 2007 godkänner S. f. guianensis som art.

## Ekologi
I motsats till amazondelfinen lever tucuxin i grupper med tio till 30 medlemmar som troligen har ett lika komplext socialt beteende som andra delfiner. Födan utgörs nästan uteslutande av fiskar som kompletteras med några kräftdjur. Hos underarten S. f. guianensis varar dräktigheten uppskattningsvis 11 till 12 månader och den nyfödda ungen är 60 till 65 cm lång. Hos den andra underarten är tiden för dräktigheten lite kortare medan nyfödda ungar är 71 till 83 cm långa. Hanar och honor blir könsmogna efter sex år. Hanar är vid tidpunkten cirka 180 cm långa och honor 160 cm. Livslängden går upp till 35 år.

## Övrigt
Liksom amazondelfinen spelar tucuxin en större roll i mytologin av områdets ursprungsbefolkning. Enligt dessa tron förvandlas en person som drunknade till en delfin. Dessa delfiner kommer ibland på land och förvandlar sig tillbaka till människor. Vid dessa tillfällen är de alltid klädda i vita kläder och de bär mössa för att gömma andningshålet på bakhuvudet som skulle avslöja att de är delfiner. Ofta berättas att det är unga män med bra förmåga att dansa som deltar i människornas fester för att göra kvinnor gravid. Kort före gryningen hoppar de tillbaka i vattnet för att åter bli delfiner.
De nämnda underarterna listas ibland som självständiga arter.
Namnet tucuxi kommer från Tupífolkets språk.
Det enda exemplaret i Europa hölls i djurparken i den tyska staden Münster.